# Phrynobatrachus congicus
Phrynobatrachus congicus és una espècie de granota que viu a la República Democràtica del Congo.